# Norman Lindtner
Norman Lindtner er født i 1934 i Italien.[kilde mangler] Han er opvokset i Norge og flyttede til Danmark i 1956.[kilde mangler]
Norman debuterede som romanforfatter med bogen ‘Kommer straks’. Romanen er skrevet sammen med Anders Westenholz, og blev udgivet i 1984.
Norman Lindtner døde i 2015.[kilde mangler]